# マリオとドンキー
『マリオとドンキー』は、河井リツ子による日本の漫画作品。テレビゲームのマリオシリーズとドンキーコングシリーズを題材としている。
『スーパーマリオワールド』と『スーパードンキーコング』を基にした『マリオとドンキー』、スーパードンキーコング2を基にした『マリオとドンキー2』の2種類に分かれている。

## 概要
小学館の学年誌に連載された。マリオとルイージ、そしてドンキーコングが、クッパ大王に攫われたピーチ姫を救出するため、コングファミリーやクレムリン軍団が住む世界「ドンキーワールド」を舞台に冒険していく。
ストーリー中、クイズやピクロス、迷路などが用意されているのが特徴的でもある。

## あらすじ

### マリオとドンキー
ヨッシー達が暮らす島「ヨースター島」に遊びに来たマリオ達。しかし、マリオ達がヨッシー達と遊んでいる際、ピーチ姫がクッパに攫われてしまったのだ。マリオとルイージはクッパの後を追跡、マリオの仲間のドンキーコングもクッパの追跡に参加。
しかし、ドンキーはクッパから貰ったバナナを食べてしまい、クッパの手下になってしまった。マリオとルイージはドンキーにおびき寄せられ、ピーチ姫がいると思われるドカンの中に入った先は、ピーチ姫の人形と見知らぬ世界だった。人形の手に置かれていた手紙には「がはははは、まんまと罠に掛かったな。ここは地獄のドンキーワールドだ!奴と戦って死ね!クッパより」と書かれていた。ドンキーを敵に回すことになってしまったマリオ達は、無事ピーチ姫を救出する事ができるのだろうか。

### マリオとドンキー2
長旅を終えたマリオとドンキーはマリオランドへと帰郷する。しかしマリオ達が見たものは石化したピーチ姫たちの姿だった。
原因を探る中、手掛かりとされる風船の破片に書かれた文面を見てキャプテンクルール率いるクレムリン海賊団の仕業だと知る。マリオとドンキーは、ピーチ姫たちの石化の原因とされるキャプテンクルールを打倒すべく、ドンキーワールドに存在するクレムリン島へと向かった。果たしてマリオ達はクレムリン海賊団を相手にピーチ姫たちの石化を解く事ができるのだろうか。

## 登場人物

### メインキャラクター
マリオ
誰もが認める本作の主人公。
ルイージ
マリオの双子の弟。
ピーチ姫
キノコ王国の姫様。
ドンキーコング
マリオの仲間のゴリラ。
クッパ大王
亀の王国の大魔王。

### サブキャラクター

#### マリオとドンキー
ヨッシー
マリオの仲間のスーパードラゴン。本作では何故かマリオ達より小さい。
ディディーコング
ドンキーの弟分のチンパンジー。
クランキーコング
ドンキーの祖父。かつてはマリオのライバルであったことは語られていない。
キャンディーコング
ファンキーコング
キングクルール
クレムリン軍団の首領のワニ。本作ではクッパと同盟を結び、ルイージを人質にマリオ達を待ち伏せる。原作同様、頭が弱点。
クリッター
クレムリン軍団の雑兵。

#### マリオとドンキー2
ディクシーコング
ディディーのガールフレンド。
キャプテンクルール
クレムリン海賊団の首領で、ピーチ姫たちを石化させた元凶。本作では原作のようなキングクルールのような顔つきではなく、クリッターに近い顔つきに描かれている。
クラッバ
クレムリン海賊団の一味で、怪力の持ち主。手にした棍棒で、マリオとドンキーを圧倒する。

## 用語
ヨースター島
ヨッシーたちが暮らす島。右の孤島には下記のドンキーワールドに繋がるドカンがある。
ドンキーワールド
本作の舞台となるドンキーコング達コングファミリーとキングクルールが率いるクレムリン軍団が住む島。島のどこかにクッパの拠点がある洞窟がある。
クロクトパスの海
虹色のバナナがあるとされている海底遺跡群。
クリスタル山
魔王クッパの谷に繋がる洞窟があるとされている雪山。
マリオランド
マリオたちが暮らす国。